# Eurymorion nobile
Eurymorion nobile là một loài nhện trong họ Linyphiidae. Loài này được phát hiện ở Brasil.